# Anton von Cavallar

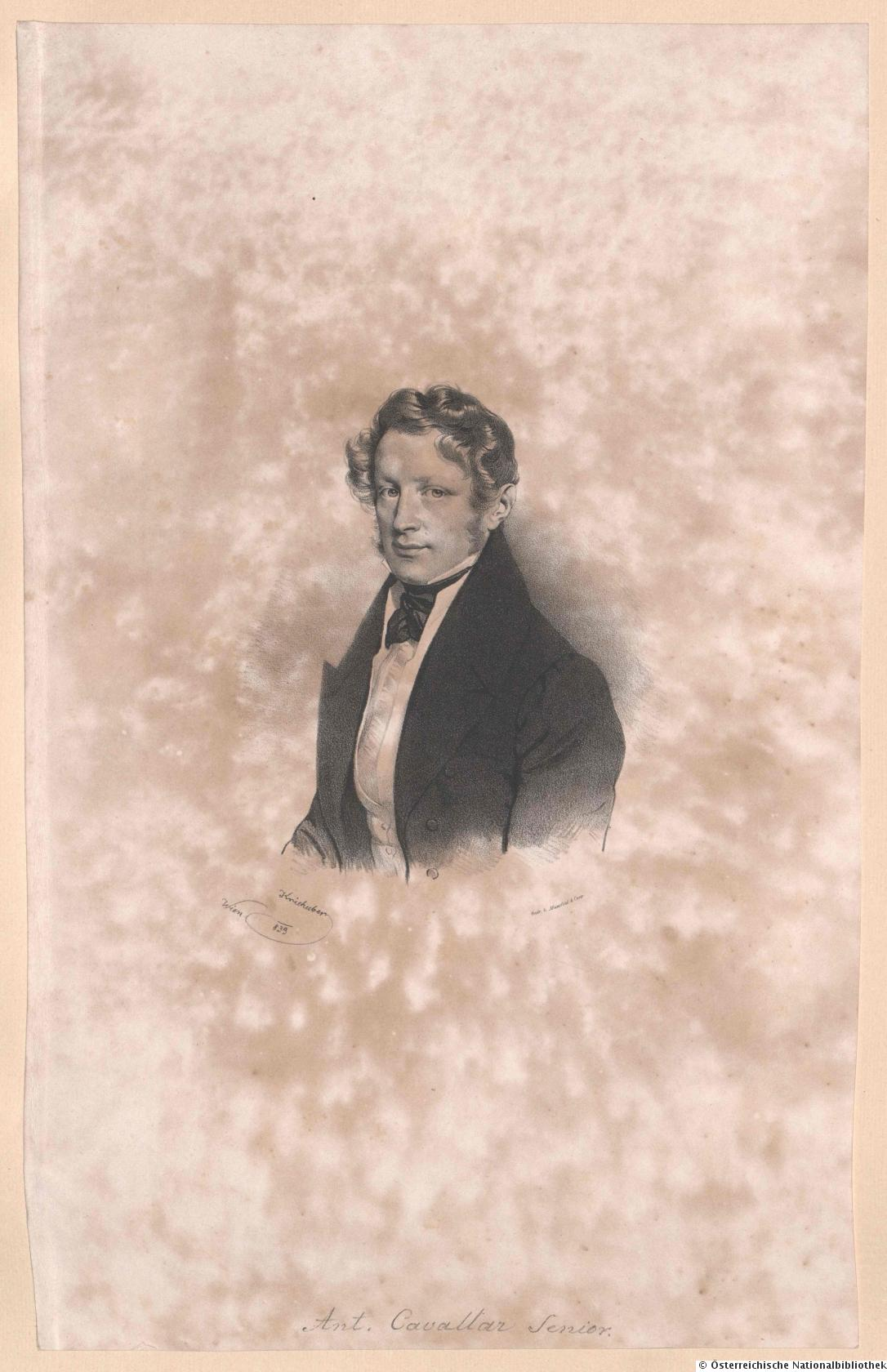
Anton von Cavallar

Anton von Cavallar (* um 1775 in Triest; † 16. September 1831 in Wien) war ein altösterreichischer Diplomat, Offizier, k.k. wirklicher Hofsekretär der vereinigten Hofkanzleien und der k. k. dalmatinisch-albanesischen Hofstelle sowie Regierungs- und Rechnungsrat in Wien.

## Biografie
Anton von Cavallar wurde um 1767 zu Ratschach oder um 1773/1775 zu Triest geboren. Über seine ersten Lebensjahre ist nichts bekannt. 
Er trat früh in den diplomatischen Dienst der Habsburgermonarchie. Von 1791 bis 1799 war er Generalkonsul und von 1799 bis 1800 kaiserlicher Zivilkommissär in der Anconesischen Republik. Anton von Cavallar war auch zeitweise Konsul im Kirchenstaate sowie von 1794 bis 1804 in Civitanuova, Fermo, Recanati und Macerata.
Als Generalkonsul entwarf er 1796 einen Plan zur Seelandung der in Triest stationierten österreichischen Truppen im Kirchenstaat, um das Gebiet von den napoleonischen Truppen zu befreien. Der Vorschlag soll von Ferdinand Karl von Österreich-Este unterstützt, jedoch vorerst von Außenminister Johann Amadeus Franz von Thugut verworfen worden sein.
Erst Ende Juli 1799 wurde der Plan wieder aufgegriffen und die Diversion nach Italien kam wieder in Gang. Im August setzten sich, zufolge des an den Kommandierenden in Zara ergangenen Befehls zum Ausmarsch aus Dalmatien der Feldbataillone und Grenadier-Divisionen der Regimenter Hohenlohe und Strassoldo, die Truppen in Bewegung. Zum Kommandierenden wurde Brigadier Generalmajor Johann Freiherr von Knesevich und als Generalstabschef Generalmajor von Skal und Großellgut bestimmt. Diese stellten sich unter die Befehle von Feldmarschallleutnant Michael von Fröhlich. Die Expedition wurde von Generalkonsul Anton von Cavallar begleitet, welcher in der Eigenschaft eines Zivilkomissärs die Ordnung, Ruhe und Sicherheit in der Mark Ancona herzustellen, die Gemeinschaften wieder zu besetzen, die Verwaltung einzuführen und dem Korpskommandanten die nötige Hilfe und Unterstützung zu bieten hatte.
Cavallar überbrachte dem Arsenal-Präsidenten Querini den Befehl aus Wien, „sogleich in Überlegung zu nehmen, wie die Truppen am geschwindesten aus Dalmatien nach Italien zu bringen waren, wo sie debarquiert werden sollten und was allenfalls, wenn es die Umstände forderten, an armierten Schiffen von der in Venedig bestehenden Flottille nach Zara zur Aufnahme und Begleitung der Truppen sogleich zu schicken sein würde“. Cavallar wurde ferner angewiesen, mit oder ohne Flottillenschiffen aus Venedig sein Eintreffen in Zara zu beschleunigen.
General von Skal ging von Venedig, wo er die Bereithaltung des Belagerungsgeschützparkes und andere mit der Diversion in Verbindung stehende Vorkehrungen betrieben hatte, nach Sinigaglia, das als Landungsplatz für die 6000 Mann starke Truppen gewählt worden war. Unterdessen reiste Anton von Cavallar nach Zara, wo er am 26. September ankam und den Befehl zum Aufbruch überbrachte. Generalmajor Georg von Rukavina betrieb nun die Abfahrt der Truppen.
In der Nacht zum 30. September 1799 begann die Operation. Am 5. Oktober landeten die ersten Truppen in Sinigaglia und bezogen das Lager zwischen Fiumicino und Monte Falconer. Am 12. Oktober war der größte Teil der Truppen gelandet. Das Armeekommando in Italien wurde aber erst am 16. Oktober in die Unternehmung eingeweiht. Am 13. Oktober bezogen die k.k. Truppen die Stellungen bei Pietro della Croce (Pietralacroce) auf dem rechten Flügel der Belagerung. Der linke Belagerungsflügel wurde von den Russen, Türken und Insurgenten gebildet und von Admiral Marko Ivanovich Voinovich geführt. Am 13. November wurden die französische Truppen, die sich unter der Führung von Jean-Charles Monnier in der Stadtfestung verschanzt hatten, zur Kapitulation gezwungen.
Am 25. Juni 1800 übergab er im Namen von Kaiser Franz II. die Macht über Ancona an die Länder des Heiligen Stuhls.
Im Jahre 1808 trat von Cavallar die Geschäfte des dalmatinisch-albanischen Präsidialdepartements an Staatsminister Graf Mailath ab. Die Stelle wurde daraufhin von Staatsratsoffizial Spech übernommen.
Während des Jahres 1814 fungierte er bei den in Venedig stattfindenden Verhandlungen über die Zustände und Verhältnisse vor der Gründung des Königreichs Lombardo-Venetien als Übersetzer der Vorschläge des Hofrats Karl Friedrich von Kübeck ins Italienische.
Im Jahr 1829 wurde Cavallar zum Greffier (Schatzmeister) des Ordens der Eisernen Krone ernannt. Sein Vorgänger war der Hof-Kommissionsrat von Mambretti und sein Nachfolger 1832 der Hofrat der k. k. obersten Justizstelle, Leopold Edler von Blumfeld.
Anton von Cavallar starb am 18. September 1831 als k.k. niederösterreichischer Regierungsrat im Alter von 58 Jahren in Wien und wurde in der Peterskirche begraben.